# Yu-Gi-Oh! Duel des ténèbres
Yu-Gi-Oh! Duel des ténèbres (Yu-Gi-Oh! Duel Monsters III: Sanseisenshin Kōrin) est un jeu vidéo de cartes à collectionner développé par KCEJ et édité par Konami, sorti en 2000 sur Game Boy Color. Il est inspiré du jeu de cartes à collectionner Yu-Gi-Oh! Jeu de cartes à jouer.

## Accueil
- GameSpot : 6,2/10[1]
- Jeuxvideo.com : 14/20[2]